# Силван (апостол)
Вижте пояснителната страница за други личности с името Силван.
Силван (на латински: Silvanus) в Новия завет е един от седемдесетте апостоли, съсъчинител или съпреводач на писмата на апостол Петър (Библия, 1Пет 5:12) и апостол Павел (Библия, 2Кор. 1:18 – 19).
Той става епископ на Солун и умира като мъченик.
Паметта на апостол Силван в Православната църква се почита на 12 август (30 юли по стар стил) и на 17 януари (4 януари по стар стил).